# 第10回ゴールデンラズベリー賞
第10回ゴールデンラズベリー賞は、第62回アカデミー賞授賞式前日の1990年3月25日にハリウッド・ルーズベルト・ホテルで発表・授賞式が行われた。
1980年代の区切りの回となったことから「1980年代最低作品賞」、「1980年代最低男優賞」、「1980年代最低女優賞」、「1980年代最低新人賞」の4賞が特設された。また、例年発表している「最低新人賞」がなかった回でもある。

## 受賞とノミネートの一覧
受賞は太字、それ以外はノミネートである。

### 最低作品賞
- ベスト・キッド3 最後の挑戦
- ロックアップ
- ロードハウス/孤独の街
- キャノンボール3 新しき挑戦者たち
- スタートレックV 新たなる未知へ

### 最低男優賞
- トニー・ダンザ - テンプテーション 15才
- ラルフ・マッチオ - ベスト・キッド3 最後の挑戦
- ウィリアム・シャトナー - スタートレックV 新たなる未知へ

- パトリック・スウェイジ - パトリック・スウェイジ/復讐は我が胸に、ロードハウス/孤独の街

### 最低女優賞
- ジェーン・フォンダ - 私が愛したグリンゴ
- ヘザー・ロックリア - 怪人スワンプ・シング
- ブリジット・ニールセン - バイ・バイ・ベイビー
- ポーリーナ・ポリスコワ - 彼女のアリバイ
- アリー・シーディ - 思い出のハートブレイク・ホテル

### 最低助演男優賞
- クリストファー・アトキンズ - 青春!ケンモント大学
- ベン・ギャザラ - ロードハウス/孤独の街
- デフォレスト・ケリー - スタートレックV 新たなる未知へ
- ノリユキ・パット・モリタ - ベスト・キッド3 最後の挑戦
- ドナルド・サザーランド - ロックアップ

### 最低助演女優賞
- アンジェリン - ボクの彼女は地球人
- アン・バンクロフト - ハリウッド夢、夢物語
- マドンナ - ワンナイト・オブ・ブロードウェイ
- ブルック・シールズ - キャノンボール3 新しき挑戦者たち

### 最低監督賞
- ジョン・G・アヴィルドセン - ベスト・キッド3 最後の挑戦
- ジム・ドレイク - キャノンボール3 新しき挑戦者たち
- ローディ・ヘリントン - ロードハウス/孤独の街
- エディ・マーフィ - ハーレム・ナイト
- ウィリアム・シャトナー - スタートレックV 新たなる未知へ

### 最低脚本賞
- ハーレム・ナイト - エディ・マーフィ
- ベスト・キッド3 最後の挑戦 - ロバート・マーク・ケイメン
- ロードハウス/孤独の街 - デヴィッド・リー・ヘンリー、ヒラリー・ヘンキン
- スタートレックV 新たなる未知へ - デヴィッド・ローヘリー、ウィリアム・シャトナー、ハーヴ・ベネット、テレビ版原作のジーン・ロッデンベリー
- デッドフォール - ランディ・フェルドマン

### 最低主題歌賞
- "Bring Your Daughter to The Slaughter" - エルム街の悪夢5 ザ・ドリームチャイルド
- "Let's Go!" - エルム街の悪夢5 ザ・ドリームチャイルド
- "Pet Sematary" - ペット・セメタリー

### 1980年代最低作品賞
- 愛と憎しみの伝説 - 1981年ラジー賞5冠
- ボレロ 愛欲の日々 - 1984年ラジー賞6冠
- ハワード・ザ・ダック/暗黒魔王の陰謀 - 1986年ラジー賞4冠
- The Lonely Lady - 1983年ラジー賞6冠
- スタートレックV 新たなる未知へ - 1989年ラジー賞3冠

### 1980年代最低男優賞
- シルヴェスター・スタローン - コブラ、ロックアップ、オーバー・ザ・トップ、ランボー/怒りの脱出、ランボー3/怒りのアフガン、ロッキー4/炎の友情、クラブ・ラインストーン/今夜は最高!、デッドフォール
- クリストファー・アトキンズ - 青い珊瑚礁、ナイト・イン・ヘブン、青春!ケンモント大学、パイレーツ・ムービー
- ライアン・オニール - ザ・ギャンブラー、パートナーズ、恋のジーンズ大作戦 巨人の女に手を出すな、タフガイは踊らない
- プリンス - プリンス/アンダー・ザ・チェリー・ムーン
- ジョン・トラボルタ - エキスパーツ、パーフェクト、ステイン・アライブ、セカンド・チャンス

### 1980年代最低女優賞
- ボー・デレク - ボレロ 愛欲の日々、類猿人ターザン
- フェイ・ダナウェイ - 第一の大罪、愛と憎しみの伝説、スーパーガール、二つの顔の貴婦人
- マドンナ - 上海サプライズ、フーズ・ザット・ガール
- ブルック・シールズ - 青い珊瑚礁、エンドレス・ラブ、サハラ、キャノンボール3 新しき挑戦者たち
- ピア・ザドラ - The Lonely Lady、Butterfly

### 1980年代最低新人賞
- ピア・ザドラ - The Lonely Lady、Butterfly
- クリストファー・アトキンズ - 青い珊瑚礁、ナイト・イン・ヘブン、青春!ケンモント大学、パイレーツ・ムービー
- マドンナ - 上海サプライズ、フーズ・ザット・ガール
- プリンス - プリンス/アンダー・ザ・チェリー・ムーン
- ダイアナ・スカーウィッド - 愛と憎しみの伝説、サイコ3/怨霊の囁き、ストレンジ・インベーダーズ